# Bythonia rugosa
Bythonia rugosa är en insektsart som beskrevs av Henry Fairfield Osborn 1923. Bythonia rugosa ingår i släktet Bythonia och familjen dvärgstritar. Inga underarter finns listade i Catalogue of Life.